# Sebastian Langeveld
Sebastian Langeveld est un coureur cycliste néerlandais né le 17 janvier 1985 à Lisse dans la Hollande-Méridionale et professionnel entre 2006 et 2022. C'était un spécialiste des classiques flandriennes.

## Biographie
Alors qu'il était amateur chez Van Vliet-EBH-Advocaten, Sebastian Langeveld devient champion des Pays-Bas sur route des moins de 23 ans en 2005, termine deuxième du Tour des Flandres espoirs et remporte une étape de l'Olympia's Tour.
Il passe professionnel en 2006 dans l'équipe Skil-Shimano. Lors de sa deuxième course chez les professionnels il remporte le Grand Prix Pino Cerami. La même année, il termine vice-champion des Pays-Bas derrière Michael Boogerd. Il quitte alors Skil-Shimano pour l'équipe néerlandaise Rabobank, où il remporte le Ster Elektrotoer, et termine à nouveau deuxième des championnats des Pays-Bas derrière Koos Moerenhout. En septembre, il participe à la victoire de Denis Menchov sur le Tour d'Espagne.
Au début de la saison 2008, il termine quatrième du Trofeo Pollença, puis deuxième du Trofeo Soller et cinquième du Trofeo Calvia. Quelques semaines plus tard, il obtient la deuxième place de la semi-classique belge Kuurne-Bruxelles-Kuurne. Il participe alors aux grandes classiques printanières. Lors du Tour des Flandres il est un temps intercalé entre le futur vainqueur, Stijn Devolder, et le peloton, mais est finalement repris à quelques kilomètres de l'arrivée et termine 18e. La semaine suivante, il chute sur Paris-Roubaix. Après avoir pris la sixième place du Tour de Luxembourg, il participe en juillet à son premier Tour de France. 
En début de saison 2009, Langeveld est repris dans le dernier kilomètre du Circuit Het Nieuwsblad, après quoi il chute. Il participe notamment à l'échappée victorieuse sur la troisième étape de Paris-Nice, dont il prend la troisième place. Il termine 21e de Milan-San Remo, puis 9e du Grand Prix E3. Par la suite, il prend la 33e place sur le Tour des Flandres, et la 94e sur Paris-Roubaix.
En 2011, il remporte le Circuit Het Nieuwsblad.
En 2012, il rejoint la nouvelle équipe australienne GreenEDGE. Lors du Tour des Flandres, il chute et se fracture une clavicule.
Après deux ans chez Orica, Langeveld rejoint en 2014 l'équipe américaine Garmin-Sharp, avec laquelle il signe un contrat de deux ans. Il devient fin juin Champion des Pays Bas sur route devant Niki Terpstra.
À l’entame de la saison des classiques 2015, il chute lourdement lors du Grand Prix E3 et est contraint d'abandonner la course.
En 2017, après deux saisons sans résultats probants, il monte pour la première fois de sa carrière sur le podium d'un monument, il prend la troisième place de Paris-Roubaix, battu au sprint sur le vélodrome de Roubaix par Greg Van Avermaet et Zdeněk Stybar, avec lesquels il s'était isolé à l'avant.
Fin juillet 2019, il est sélectionné pour représenter son pays aux championnats d'Europe de cyclisme sur route. Il s'adjuge à cette occasion la dixième place du contre-la-montre individuel.
En 2020, il est sélectionné pour représenter son pays aux championnats d'Europe de cyclisme sur route organisés à Plouay dans le Morbihan. Il se classe cinquante-et-unième de la course en ligne.

## Palmarès sur route

### Palmarès amateur
| - 2003 - 3e étape de l'Euregio Autolease Heuvelland Tour - 1re étape du Tour de Haute-Autriche juniors - 3ea étape du Trofeo Karlsberg (contre-la-montre) - 2e du Tour de Haute-Autriche juniors - 10e du championnat du monde sur route juniors - 2004 - 2e étape de la Flèche du Sud - Tour du Limbourg | - 2005 - Champion des Pays-Bas sur route espoirs - 7e étape de l'Olympia's Tour - 2e du Tour des Flandres espoirs - 2e du Circuit de Campine - 2e de l'OZ Wielerweekend |  |

### Palmarès professionnel
| - 2006 - Grand Prix Pino Cerami - 2e du championnat des Pays-Bas sur route - 2007 - Classement général du Ster Elektrotoer - 2e du championnat des Pays-Bas sur route - 2008 - 2e du Trofeo Soller - 2e de Kuurne-Bruxelles-Kuurne - 2009 - 2e et 4e étapes du Tour de Saxe - Grand Prix Jef Scherens - 2e du Tour de Saxe - 2e du Championnat des Flandres - 3e de l'Eneco Tour - 2010 - 2e du Tour du Limousin - 2011 - Circuit Het Nieuwsblad - 1re étape de Tirreno-Adriatico (contre-la-montre par équipes) - 5e du Tour des Flandres - 2012 - 1re étape de Tirreno-Adriatico (contre-la-montre par équipes) - 2e étape de l'Eneco Tour (contre-la-montre par équipes) - 3e du championnat du monde du contre-la-montre par équipes - 9e de l'Eneco Tour | - 2013 - 3e du championnat des Pays-Bas sur route - 5e du Grand Prix E3 - 7e du Paris-Roubaix - 10e du Tour des Flandres - 2014 - Champion des Pays-Bas sur route - 1re étape du Czech Cycling Tour (contre-la-montre par équipes) - 2e du championnat des Pays-Bas du contre-la-montre - 2e du Czech Cycling Tour - 8e de Paris-Roubaix - 9e de l'Eneco Tour - 10e du Tour des Flandres - 2017 - 3e de Paris-Roubaix - 2019 - 2e du championnat des Pays-Bas du contre-la-montre - 10e de Paris-Roubaix - 10e du championnat d'Europe du contre-la-montre - 2021 - 2e du championnat des Pays-Bas du contre-la-montre |  |

### Résultat sur les grands tours

#### Tour de France
6 participations
- 2008 : 131e
- 2012 : 150e
- 2014 : 140e
- 2015 : abandon (15e étape)
- 2016 : abandon (10e étape)
- 2019 : 155e et lanterne rouge

#### Tour d'Espagne
3 participations
- 2007 : 112e
- 2010 : 116e
- 2018 : 128e

### Classements mondiaux
| Année                                 | 2005 | 2006 | 2007 | 2008 | 2009 | 2010 | 2011 | 2012 | 2013 | 2014 | 2015 | 2016 | 2017  | 2018 | 2019 | 2020  | 2021  | 2022  |
| ------------------------------------- | ---- | ---- | ---- | ---- | ---- | ---- | ---- | ---- | ---- | ---- | ---- | ---- | ----- | ---- | ---- | ----- | ----- | ----- |
| Calendrier mondial                    |      |      |      |      | 66e  | nc   |      |      |      |      |      |      |       |      |      |       |       |       |
| UCI World Tour                        |      |      |      |      |      |      | 85e  | 154e | 73e  | 97e  | nc   | nc   | 93e   | 261e |      |       |       |       |
| Classement mondial                    |      |      |      |      |      |      |      |      |      |      |      | 505e | 163e  | 749e | 258e | 1367e | 1042e | 1936e |
| UCI Europe Tour                       | 235e | 70e  |      |      |      |      |      |      |      |      |      | 373e | 1427e | 680e | 210e | 1035e | 774e  | 1245e |
|                                       |      |      |      |      |      |      |      |      |      |      |      |      |       |      |      |       |       |       |
| Légende : nc = non classéSource : UCI |      |      |      |      |      |      |      |      |      |      |      |      |       |      |      |       |       |       |

## Palmarès en cyclo-cross
| - 2001-2002 - Centrumcross juniors, Surhuisterveen - 2e du championnat des Pays-Bas de cyclo-cross juniors - 2002-2003 - Centrumcross juniors, Surhuisterveen - Grand Prix Adrie van der Poel juniors, Hoogerheide - 2e du championnat des Pays-Bas de cyclo-cross juniors - 4e du championnat du monde de cyclo-cross juniors | - 2004-2005 - 3e du championnat des Pays-Bas de cyclo-cross espoirs - 2005-2006 - 3e du championnat des Pays-Bas de cyclo-cross espoirs - 6e du championnat du monde de cyclo-cross espoirs |

## Distinctions
- Cycliste espoirs néerlandais de l'année : 2006